# Dance into the Light (single)
Dance into the Light is een nummer van de Britse muzikant Phil Collins uit 1996. Het is de eerste single van zijn gelijknamige zesde soloalbum.
"Dance into the Light" is een vrolijk nummer met invloeden uit de reggae- en wereldmuziek. De plaat leverde Collins in diverse landen een bescheiden hit op. Zo bereikte het de 9e positie in zijn thuisland het Verenigd Koninkrijk. In de Nederlandse Top 40 kwam het nummer tot een bescheiden 23e positie, en in de Vlaamse Ultratop 50 haalde het de 50e positie.

## Tracklijst
- Cd-single

1. "Dance into the Light" – 4:23
2. "Take Me Down" – 3:27
3. "It's Over" (Home Demo) – 4:22